# Kaschnitz József
Kaschnitz József (Gyulafehérvár, 1759 – Pest, 1790) piarista áldozópap.

## Élete
Humaniorákat és bölcseletet Kalocsán és Pesten végezte. 1779-ben Trencsénben a kegyes tanítórendbe lépett; azután gimnáziumi tanár volt Szegeden.

## Munkái
1. Ode auf die zu szegedin 1785. aufsteigende Montgolfiére. Pest, 1785
2. Rede an Seine Majestät den Kaiser Joseph II. Uo. 1786
3. Gedanken über die Erziehung der Jugend. Uo. 1787